# Béatus Zumstein
Pour les articles homonymes, voir Zumstein (homonymie).
Béatus (Beat) Zumstein est un artiste suisse né en 1927. Installé à Paris en 1952, il explore obstinément une voie picturale très personnelle, de l’expressionnisme au néo-cubisme, au tachisme, et à l’abstraction géométrique. Solitaire et intransigeant, ce grand contempteur des modes de son époque multiplie les expositions, mais aussi les sorties fracassantes et les inimitiés. Il meurt le 1er octobre 1984 à Péry, dans le Jura Bernois. Depuis cette date, aucune de ses œuvres n’a été montré au public, ni en Suisse, ni en France.

## Biographie
Béatus Zumstein naît le 2 août 1927 à Berne. Comme beaucoup d’artistes suisses, il se forme à l’école des Arts et métiers, comme graphiste et sculpteur. À partir de 1948, ses expositions, très remarquées, présentent des sculptures en taille directe, et des gravures sur bois qu’on compare alors à celles de Gauguin ou d’Edvard Munch. En 1951, il décide de s’installer et de faire carrière à Paris, comme peintre cette fois.
Il se revendique alors « artiste figuratif » ; mais de plus en plus sa peinture se peuple d’éléments abstraits. En 1960 il se décrit comme peintre et aquarelliste « abstrait avec une forte influence réaliste ». De fait, on est frappé par la logique sereine de l’évolution du peintre, creusant obstinément un motif, une technique, un agencement de couleurs, puis l’abandonnant pour une toute nouvelle aventure.
Dans les années 1970, Beat change son nom en « Beatus », le bienheureux. Sur le plan artistique, c’est assez vrai ; sur le plan personnel beaucoup moins. Beat a pu trouver à Paris des amis fidèles et des enthousiastes de sa peinture ; ses collègues l’envient pour sa capacité à entrer par la fenêtre quand on lui montre la porte, et à obtenir régulièrement des expositions. Mais son caractère belliqueux et intransigeant lui fait de solides ennemis, tout comme son mépris affiché des tendances à la mode autour de 1968.
Anarchisant, Beat est en guerre contre l’Institution, et multiplie les provocations désastreuses : conservateurs attrapés par le col, œuvres décrochées, voire mises en pièces. Dès lors Paris montre sa face impitoyable et se referme comme un piège : les expositions se font rares, on l’expulse de son atelier, et un soir devant un bistrot un ivrogne le laisse pour mort sur le pavé. Beat disparait en 1984 en Suisse, d’un accident vasculaire cérébral, séquelle probable de cette agression.
Depuis lors, aucune de ses œuvres n'est plus exposée, et son nom n'est plus cité que dans de rares références.

## Réception critique, articles de presse, catalogues
- Der Bund, le 25 juin 1946 :  « Beat Zumstein expose actuellement une série d’aquarelles qui sont capables de captiver par leur particularité. Le traitement audacieux des motifs, les motifs eux-mêmes – ici un chantier, là un bâtiment, un étang gelé, une crête rocheuse encaissée -, la sécurité dans la ligne et dans la coloration, tout ceci produit harmonieusement des effets d’un charme décoratif insolite. »

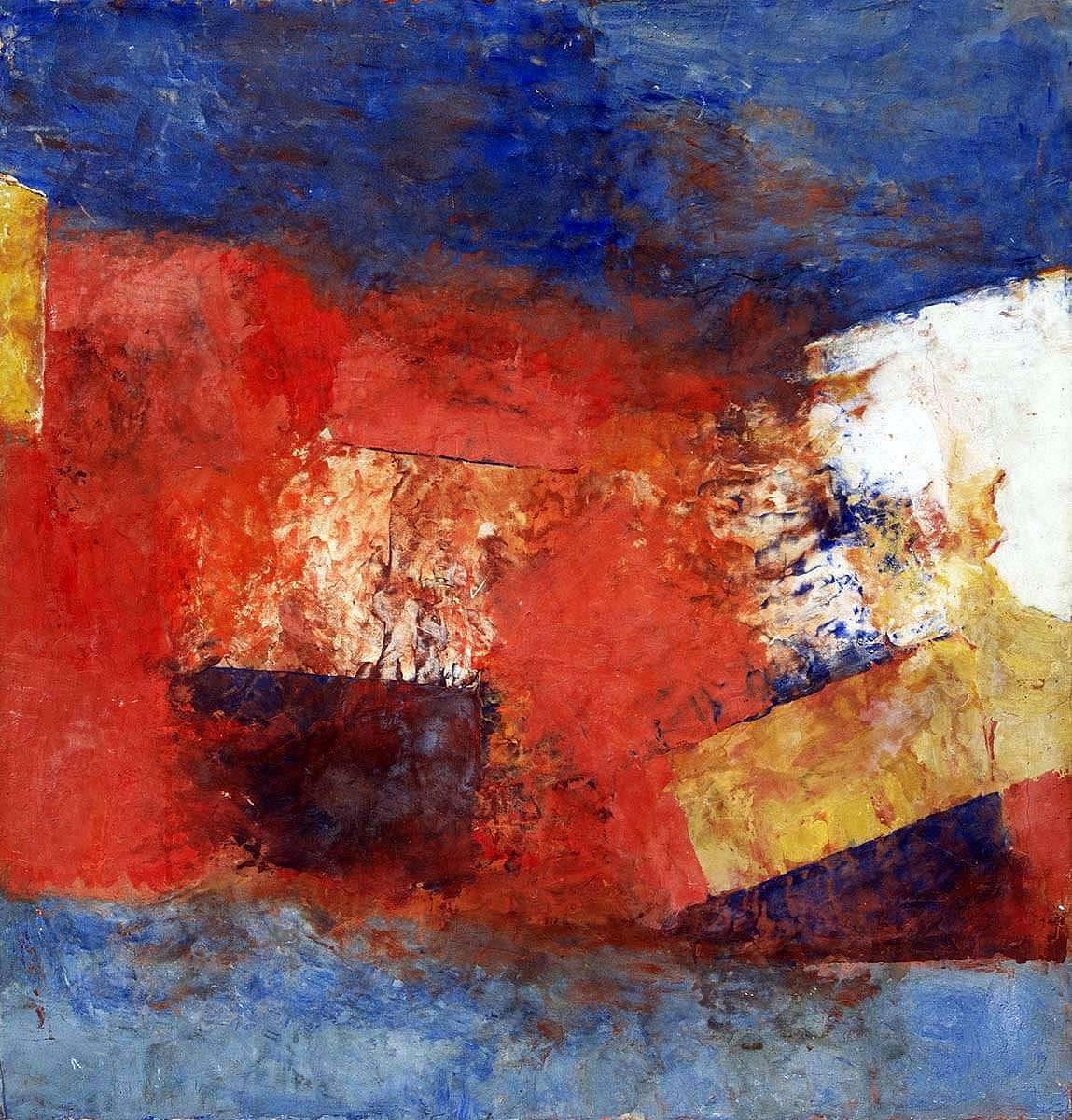
Beatus Zumstein "L'Ile aux Scorpions" 1961

- WAZ[3], le 1er juillet 1955 : L’un des secrets de la personnalité du peintre Zumstein est qu’il réussit ces choses sans que son art n’apparaisse « artificiel ». Les images parlent au public, elles attirent le spectateur vers elles et en elles-mêmes, de sorte que le spectateur participe aux événements picturaux. L’âme du tableau saute aux yeux du spectateur, il appartient à l’œuvre d’art et doit finalement former une unité avec elle, explique Zumstein.
- Catalogue[4] de l’exposition Beat Zumstein, au Musée des Beaux-Arts de Berne, du 21 janvier au 5 mars 1967, introduction de Hugo Wagner, directeur : « Avec cette exposition, le Kunstmuseum offre l'hospitalité à un peintre qui s'est affirmé dans la ville des innombrables artistes, créateurs et galeries d'art, malgré toutes les difficultés. Entièrement livré à lui-même, parfois soutenu par quelques collectionneurs français, Beat Zumstein travaille sans relâche à une œuvre qui se caractérise par un développement uniforme et organique. Faisant davantage confiance à son instinct qu'à l'expérience et au matériau, il a très tôt trouvé - il travaillait comme sculpteur à l'époque - une certitude dans le dessin et le rythme, qui se reflétait dans l’expressionnisme de ses gravures polychromes sur bois, ainsi que dans ses peintures exécutées selon diverses techniques. L'homme et - plus encore - le grand paysage ont déterminé l'art de Zumstein dès le début. Qu'un tableau soit identifiable au sens figuratif, ou qu'il se soit détaché de son modèle, c'est généralement la conversion d'impressions visuelles, d'images de la mémoire, dont les rythmes et les harmonies de couleurs sont ramenés au présent et redeviennent ainsi réalité. »
- Der Bund, le 25 janvier 1967[5] : « En fin de compte, les peintures de Zumstein deviennent des jeux de couleurs abstraits dans lesquels l’humeur des couleurs, la proportion des surfaces et la structure de la peinture sont les sources de tension les plus importantes. Rarement une évolution aussi harmonieuse, on pourrait presque dire organique – vers une abstraction complète – peut être poursuivie dans la peinture. »"Grottes et cascades" 1964, Beatus Zumstein

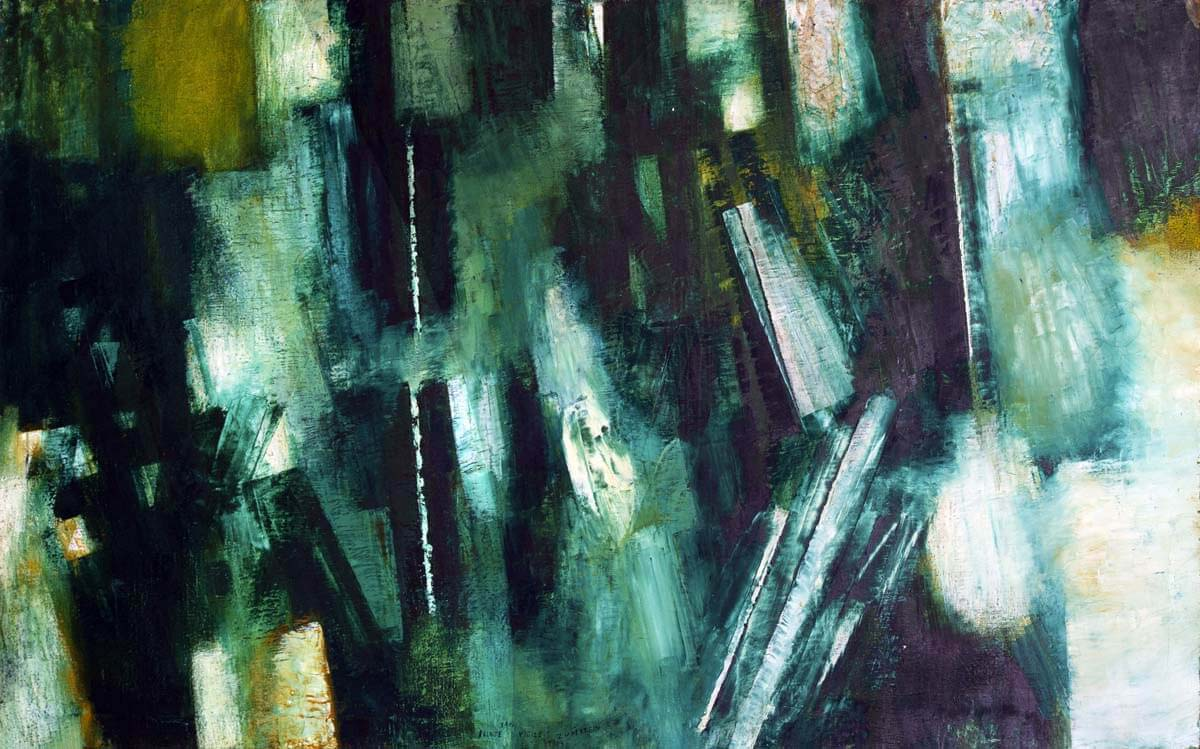
"Grottes et cascades" 1964, Beatus Zumstein

- Berner Tagblatt, le 22 janvier 1967[6] : « Le caractère expressif prend le pas sur la ressemblance avec la nature, les relations de rythme et de mesure deviennent déterminantes. Le dessin gagne en structure, la peinture en rythme. Les couleurs et les valeurs de luminosité prennent forme, se différenciant les unes des autres, non seulement en termes de tension ; dans de nombreuses images, le champ de la peinture est orienté, le trait prédominant est la diagonale (comme la pluie dans le vent). Qu'une image soit reconnaissable au sens naturaliste, seulement imaginable ou même pas : le spectateur ressent la même immersion calme dans le rythme et le mouvement du monde que devant les gravures sur bois. »
- Pierre Restany, texte du catalogue de l’exposition Beat Zumstein, Galerie Knut Gunther, Paris, septembre 1973 : « Ce dont témoigne largement Beat Zumstein, c’est d’un acharnement à survivre, farouche et obstiné, dans un monde de l’art qui n’a que faire de ce genre d’anachronisme sociologique, fort en gueule, romantique attardé, forcené de l’abstraction lyrique. Le moins que l’on puisse dire en termes vernaculaires de « métier », est que ce militant de l’expressionnisme abstrait dépense un capital d’énergie hors du commun à se construire un anti-destin, ou plutôt une anti-carrière. Que faire, quand on peint et travaille à contre-courant, en dehors des circuits de la mode et du front ouvert de l’avant-garde expérimentale, et qu’on est singulièrement désarmé devant les puissances d’argent ? Ce solitaire refuse la résignation et le repliement sur soi dans l’ombre de son atelier. Il frappe à toutes les portes, elles se ferment. Il insiste, tape sur la table, met les pieds dans le plat. Bref il ennuie tout le monde, et bien vite dans le village de l’art parisien une étiquette se colle à son nom. Il est l’exalté, le gêneur, l’empêcheur de danser en rond. On l’évite, et cela ne fait que redoubler sa fureur. (…) Il est toujours très difficile de rompre le cercle enchanté du silence que l’on a tressé, volontairement ou non, avec une belle constance, pendant toute une vie d’artiste. Est-ce que l’auréole négative de gêneur patenté qui s’attache à Zumstein ne fera pas écran, est-ce qu’enfin les gens qui peuvent ou qui doivent voir cette peinture se décideront à ouvrir les yeux (et le cœur) devant les toiles qui leur sont présentées ? Tout le problème est là. »
- L'Humanité du 15 février 1977[7] : « Pour moi, déclare Zumstein, la question n’est pas de savoir vendre ou non à l’État, car mes œuvres iraient alors dans les réserves. Alors à quoi bon ? Le marché lui-même fabrique ses « vedettes ». Par quel mystère la plupart des artistes devraient-ils camper leur vie durant sur les terrains vagues de l’ombre, alors que d’autres ont droit, parfois très vite, à la bénédiction des autorités marchandes et officielles ? (…) [Zumstein] répète qu’il ne travaille pas pour lui, qu’il souhaite voir ses toiles aller prendre l’air ailleurs « Stocker pendant dix ans, pendant vingt ans, ça va encore, ensuite on en crève » (…) Devant l’impossibilité de montrer ses tableaux, ses gravures ou ses sculptures, Beatus Zumstein, camarade imprécateur, ouvre volontiers la porte de son atelier aux curieux. »

## Expositions
- Berne, Kunsthalle, Weihnachtsausstellung bernischer Maler, Bildhauer und Architekten, décembre 1948 – janvier 1949
- Berne, Kunsthalle, Weihnachtsausstellung bernischer Maler, Bildhauer und Architekten, décembre 1949 – janvier 1950
- Berne, Anliker-Keller, Gerechtigkeitstrasse, Beatus Zumstein, gravures, sculptures, du 5 au 26 février 1950
- Davos, Schweizer Kunst der Gegenwart (exposition collective), 30 juillet – 27 août 1950
- Zurich, Galerie Palette, Beat Zumstein, du 13 octobre au 7 novembre 1950
- Berne, Anliker-Keller, Gerechtigkeitstrasse, Beatus Zumstein, gravures, sculptures, du 2 au 28 février 1951
- Thun, Weinachts-Kunst-Austellung im Thunerhof, du 9 décembre 1951 au 13 janvier 1952
- Paris, Fondation suisse de la Cité Universitaire, Beat Zumstein, gravures, sculptures, du 15 mai au 5 juin 1952
- Paris, (Salon) de la Jeune Sculpture, IVe Exposition, jardins du Musée Rodin, du 30 mai au 30 juin 1954
- Mülheim an der Ruhr, Stadtischen Kunstkabinett, Beat Zumstein, juillet-août 1955
- Bensberg, Beat Zumstein, du 11 septembre au 9 octobre 1955
- Solingen, Beat Zumstein, du 16 octobre au 20 novembre 1955
- Köln, Neue Galerie am Funkhaus, Beat Zumstein, du 8 janvier au début février 1956
- Puteaux, Galerie Camille Renault, Beat Zumstein, du 17 au 30 juin 1956
- Paris, Légation de Suisse, Exposition des peintres et sculpteurs suisses de la section de Paris, Exposition collective, du 8 au 16 décembre 1956
- Paris, Knoll International, 1960, 1962
- Berne, Kunstmuseum, Beat Zumstein, rétrospective, du 21 janvier au 5 mars 1967
- Paris, Knoll International, 1969
- Jouy-en Josas, Campus d’H.E.C, 1970
- Aarau, Les Suisses de Paris, exposition collective, mi-mars - mi-avril 1971
- Paris, Galerie Knut Günther, Beatus Zumstein, du 1er au 15 octobre 1973
- Paris, Galerie Jean-Gilbert Jozon, Beatus Zumstein, du 13 mai au 30 juin 1974
- Paris, Galerie de Nesle, Beatus Zumstein, du 8 février au 2 mars 1978
- Berne, Galerie Scapa, Beat Zumstein, du 19 novembre au 7 décembre 1981

## Collections publiques
- Suisse, Berne, Kunstmuseum : Die Gasse, Gravure polychrome sur bois, 1950 - Küstenlandschaft, huile sur toile, 1953 - Pierre-Pertuis I, tempera, 1963 - Paysage/Karstreise, tempera, 1963 - Die Kathedrale von Rouen, dessin, 1949
- Suisse, Thun, Kunstmuseum[8] : Marabu, sculpture, calcaire, taille directe, 1949 - Der Blinde, Gravure polychrome sur bois, 1951 -
- France, Centre national des arts plastiques : Punta san Vigilio, aquarelle, 1968 - Sierra Morena, tempera, 1973